# Lotus peregrinus
Lotus peregrinus är en ärtväxtart som beskrevs av Carl von Linné. Lotus peregrinus ingår i släktet käringtänder, och familjen ärtväxter. Inga underarter finns listade i Catalogue of Life.